# Ein Kind wie Jake
Ein Kind wie Jake (Originaltitel: A Kid Like Jake) ist ein Filmdrama von Silas Howard, das am 23. Januar 2018 im Rahmen des Sundance Film Festivals seine Premiere feierte. Der Film basiert auf einem Stück von Daniel Pearle, der dieses für den Film auch adaptierte.

## Handlung
Alex und Greg Wheeler sind die Eltern des vierjährigen Jake. Als sie bemerken, dass sich ihr Sohn in der Rolle eines Jungen scheinbar nicht wohl fühlt und auch nicht gerne mit seinen G.I.-Joe-Figuren spielt, sondern sich lieber als Prinzessin verkleidet, versucht das Paar, mit der pädagogischen und sozialen Herausforderung umzugehen. So müssen Alex und Greg erstmal den richtigen Kindergarten für Jake finden.

## Produktion

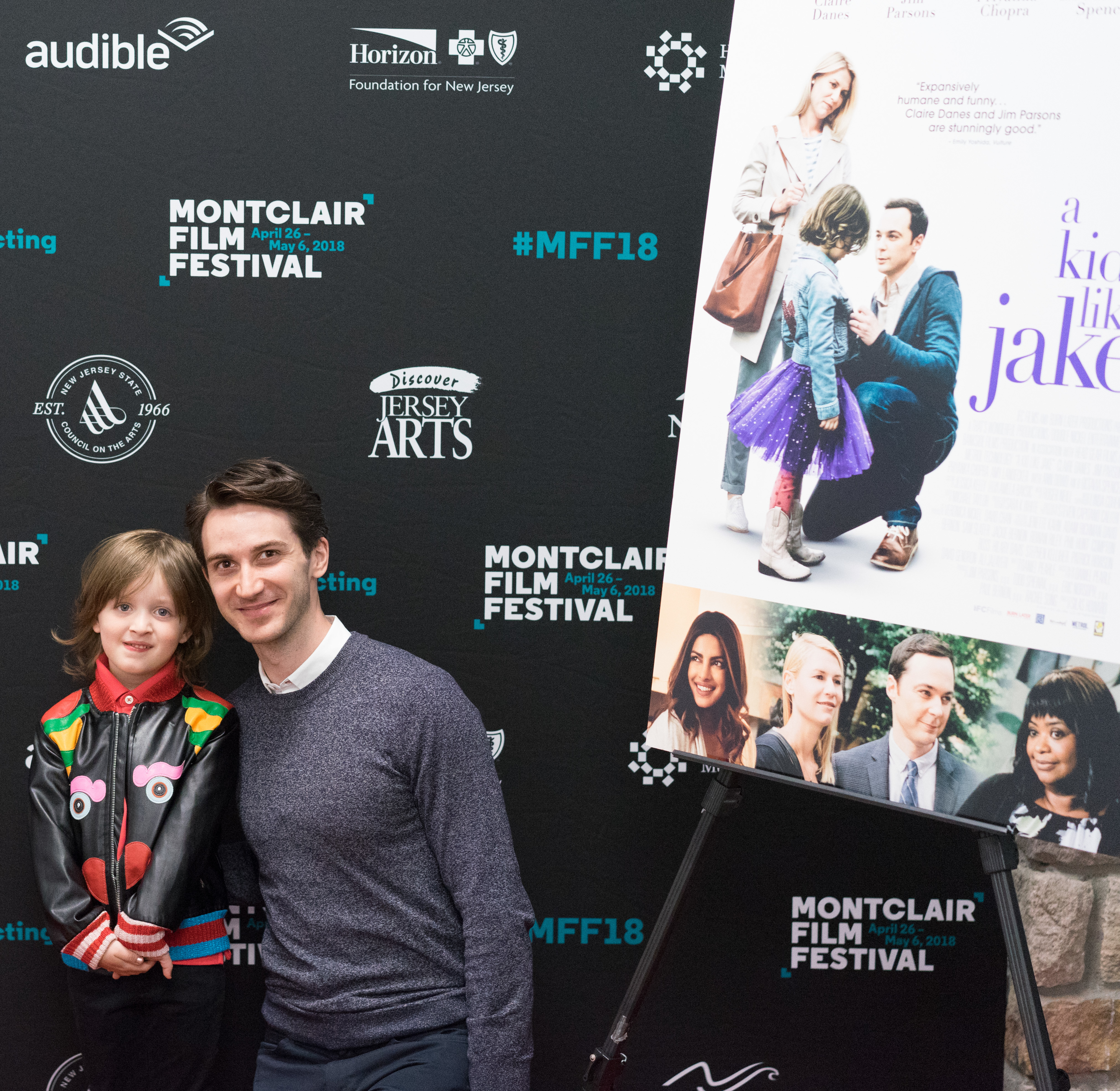
Leo James Davis und Daniel Pearle beim Montclair Film Festival 2018

Der Film basiert auf einem Stück von Daniel Pearle, der dieses für den Film auch adaptierte. Regie führte Silas Howard.
Die titelgebende Hauptrolle von Jake wurde mit dem Kinderdarsteller Leo James Davis besetzt. Claire Danes spielt seine Mutter Alex Wheeler. Die Besetzung der Rolle von Jakes Vater Greg Wheeler mit Jim Parsons wurde im Februar 2017 bekannt. Im Juli 2017 wurde das Engagement von Amy Landecker bekannt.
Gedreht wurde der Film unter anderem in der Williamsburg-Neighborhood in Brooklyn. Als Kameramann fungierte Steven Capitano Calitri.
Der Film feierte am 23. Januar 2018 im Rahmen des Sundance Film Festivals seine Premiere, wurde im April 2018 beim San Francisco International Film Festival vorgestellt und kam am 1. Juni 2018 in die US-Kinos. Im August 2018 wurde der Film beim Melbourne International Film Festival gezeigt.